# St. Catharines
St. Catharines (abbreviazione di Saint Catharines) è una città del Canada appartenente alla provincia dell'Ontario. Ha un'area metropolitana di circa 390 000 abitanti.

## Storia
Fu fondata nel 1783. Già nel 1845 assurse al rango di town, nel 1876 a quello di city. Nel 1821 "St. Catharines" è già il nome ufficiale della città, ma esso appare per la prima volta in una mappa nel 1808. Situata fra Toronto e il confine con gli Stati Uniti d'America, la città sorge in una posizione molto favorevole per gli scambi commerciali.
È la città più grande nella regione del Niagara e la sesta della provincia dell'Ontario. È posta sul lago Ontario, in prossimità dell'ingresso nord del canale di Welland, a 19 km dal tratto del confine con gli U.S.A.
St. Catharines è soprannominata The Garden City (la città giardino) per gli oltre 400 ettari di curatissimi parchi, giardini e piste che si trovano all'interno della città.

## Sport

### Calcio
St. Catharines ha una squadra di calcio, The Wolves, che milita nella Canadian Soccer League's, massima divisione nazionale. Si tratta di una delle squadre professionistiche di maggior successo in Canada. Gioca presso la sede del Club Roma, nella parte ovest della città.